# Гемерчек
Гемерчек (словац. Gemerček, угор. Kisgömöri) — село, громада в окрузі Рімавска Собота, Банськобистрицький край, Словаччина. Кадастрова площа громади — 11,67 км². Населення — 90 осіб (за оцінкою на 31 грудня 2017 р.).
Знаходиться за 8 км на південь від адміністративного центра округу міста Рімавска Собота.

## Історія
Поселення з'явилося у XIII столітті. Перша згадка 1427 року як Gwmory. Історичні назви: Gemery (1489), Gömöri (1786), з 1920-го р. Gemerček; угор. Kisgömöri.
1828 року має 29 осель із 225 мешканцями.
У 1938—1944 рр. — у складі Угорщини.
Jednotné roľnícke družstvo (JRD) утворено 1957 року.

## Транспорт
Автошлях 2742 (Cesty III. triedy) Годейов (II/571) — Гемерчек.

## Населення
| Рік:            | 1994. | 2004.    | 2014.    | 2024.    |
| --------------- | ----- | -------- | -------- | -------- |
| Кількість осіб: | 134   | 115      | 101      | 88       |
| Різниця:        |       | -14,17 % | -12,17 % | -12,87 % |

| Рік:            | 2023. | 2024.   |
| --------------- | ----- | ------- |
| Кількість осіб: | 92    | 88      |
| Різниця:        |       | -4,34 % |

## Пам'ятки
- Римо-католицький костел 1883 року, пізній класицизм.
- Капличка 1883 року.